# Závod do vrchu Schöber (Stožec)
Závod automobilů do vrchu Schöber (Stožec) se konal v letech 1921–1928. Pořadatelem osmi předválečných ročníků byl Severočeský svaz motoristů (Nordbömischer Kraft Fahrer Bund, NBK) z Krásné Lípy. Později byl sekretariát klubu v České Lípě a ještě později v Rumburku.

## Závody automobilů a motocyklů
Závod se jezdil pod názvem Schöberbergrennen (horský závod) na trati od jiřetínské křižovatky (Na Mýtě) přes ves Lesné směrem na Novou Huť do Stožeckého sedla se stoupáním až 12%. Stožeckým sedlem v nadmořské výšce 605 m prochází labsko-oderské rozvodí. Poprvé se stala silnice přes Stožecké sedlo součástí automobilového závodu v létě 1921, kdy zde vedla Soutěž spolehlivosti Nordböhmischer Kraftfahrerbundu v Krásné Lípě. Vyhodnocení závodu se většinou odehrávalo v rumburském „Elysiu" (taneční sál za hotelem "Zum goldenem Hirschen"/U zlatého jelena) na rumburském náměstí, kde byla předávána putovní cena závodu (byla zvlášť pro automobily a pro motocykly), která se do majetku závodníka dostala po dvou vyhraných závodech.
Československý klub automobilistů (ČsKA, od roku 1922 AKRČs.) byl přijat za člena mezinárodní AIACR (FIA) v květnu 1920 a přisoudil si řídící úlohu v československém motorismu. V té době v ČSR působilo více než 10 nezávislých autoklubů a především v sudetském pohraničí preferovaly svůj německý původ (Eger/E.A.C., Teplitz/NWBAC, Gablonz/G.A.C., Reichenberg/R.A.C. resp. NBAC a také Schönlinde/NBK). Snahou AKRČs. bylo, aby tyto kluby uznaly jeho vedoucí úlohu, a teprve pak byly jejich akce zařazeny do oficiálního sportovního kalendáře pod protektorátem AKRČs. Prvním připojeným klubem byl Klub Slovenských Automobilistov z Bratislavy a pak jej od roku 1921 následovaly (s jistou nechutí) i ostatní kluby.

### 1. ročník 1921
Automobilové a motocyklové horské závody na Schörberu se poprvé konaly 9. října 1921. Po závodech Zbraslav-Jíloviště a Ecce Homo to byl 3. podnik, který se uskutečnil v Československu po I. světové válce. Zúčastnilo se jej 24 motoristů, z toho 20 automobilů převážně pouze členů z pořádajícího klubu. Wenzel Krause z Rumburku (obch. zástupce Austro-Daimler startoval s vozem NAG vlastní konstrukce s motorem Gräf & Stift o výkonu 95 k/70 kW a zvítězil v čase 3:23 min. Druhé hodnocení se provádělo dle tzv. koeficientu výkonnosti (hmotnost a výkon vozu). V tomto pohledu vyhrál na voze Laurin & Klement S (2412 cm³) Willibald Breuer z Nových Pavlovic u Liberce (obch. zástupce L&K) ziskem 2,55 bodů před Ernstem Ebertem na voze Hansa-Loyd (2555 cm³; 2,43 bodů).

### 2. ročník 1922
Druhý ročník již byl pořádán zcela v jiném formátu než 1. ročník, což byl spíše klubový závod. Propozice byly zveřejněny v srpnu 1922 v časopise Auto. Závod do vrchu pro automobily, motocykly a kola s pomocnými motory byl přístupný všem členům uznaných klubů AKRČs. Závodní trať byla 4 km dlouhá, začínala u km 104,4 a končila u km 100,4 říšské silnice Praha—Rumburk (dnes I/9). Výškový rozdíl byl 184,4 m s největším stoupáním 12% a průměrným 4,6%. K závodu přihlášená vozidla byla rozdělena do tříd: A) Kola s pomocným motorem. B) Motocykly s třídami do 350, 500, 750, 1000 a přes 1000 cm³ C) Cestovní automobily s třídami do 1,1, 2,0, 2,8, 3,6, 5,0 a přes 5,0 l objemu válců. D) Závodní automobily. Z Prahy přijeli i úřední časoměřiči z AKRČs s elektrickou časomírou. Mimo místních závodníků se na startu objevili i již tehdy známí závodníci Ernst (Arnošt) Mahla na Mercedesu, Paul Dietz z Prahy na Salmsonu a ing. Wilfried Proskowecz z Kopřivnice na voze Tatra. I přes nevalné počasí se 1. října u startu, po trati i u cíle shromáždilo četné obecenstvo.
Z 36 startujících motoristů byl nejrychlejší Willibald Breuer ze Smržovky na voze Laurin & Klement S ve třídě cestovních vozů do 2,8 l, který vytvořil nový rekord trati časem 2:46,2 min. Hojná byla i účast dalších československých automobilek Tatra (ing. Wilfried Proskowetz), Walter (H. Thomas na typu WIZI), Praga (ing. F. Leubner a R. Kogler) a Laurin&Klement (František Svoboda na typu RK/M). Pražský majitel autogaráží a autodrožkář Svoboda na postarším Kolowratově vozu z roku 1913, avšak s novým téměř pětilitrovým motorem z roku 1921 (4713 cm³) vyhrál kategorii cestovních automobilů do 5 l objemu válců, v cestovních vozech obsadil 2. místo a v celkovém pořadí automobilů 3. místo za Breuerem a E. Mahlerem na závodním Mercedesu. V motocyklech dosáhl nejlepšího času 3:28,5 min ing. Vladimír Gut na stroji Frera (pozdější prodejce automobilů Bugatti).

### 3. ročník 1923

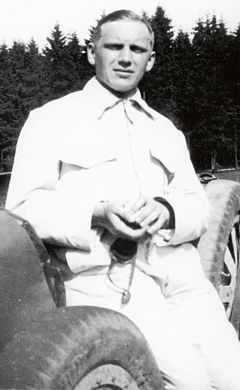
Čeněk Junek (1894-1928) zvítězil v tomto závodě 4x (1923, 1925–7)

III. mezinárodní závod do vrchu Schöber u Rumburku uspořádaný v neděli dne 30. září 1923 Nordböhmischer Kraftfahrer Bundem byl určen pro scootery, kola s pomocným motorem, motocykly, sidecary, cyclecary a pro automobily cestovní a závodní. Ač silnice dosti utrpěla předchozím počasím a zejména deštěm, jenž trval téměř po celý závod, bylo docíleno výborných časů.
Absolutním vítězem v automobilech se poprvé stal na závodním Bugatti T32 Tank (třída do 2,0 l) Čeněk Junek doprovázen jako spolujezdkyní svojí statečnou chotí Eliškou a to i přesto, že na startu na kluzké silnici se mu protočila kola naprázdno. Na dalších místech skončili Ernst Mahla (závodní přes 4,5 l, Mercedes, 2:55,9 min) a Karl Sponer (cestovní vozy, Steyr, 2:58,3 min). Sponer vyhrál třídu do 3,4 l před Oldřichem Ferdinandem Kinským na stejném typu. Velmi pěkný výkon předvedl Vincenc Desenský na cestovním automobilu Walter WIZ časem 3:03,1 min, kterým vyhrál třídu do 1,75 l a obsadil v celkovém pořadí cestovních automobilů 2. místo za Sponerem. Absolutně nejrychlejšího času 2:41,2 min však dosáhl na motocyklu Indian Chief kpt. Vladimír Kučka z Prahy.

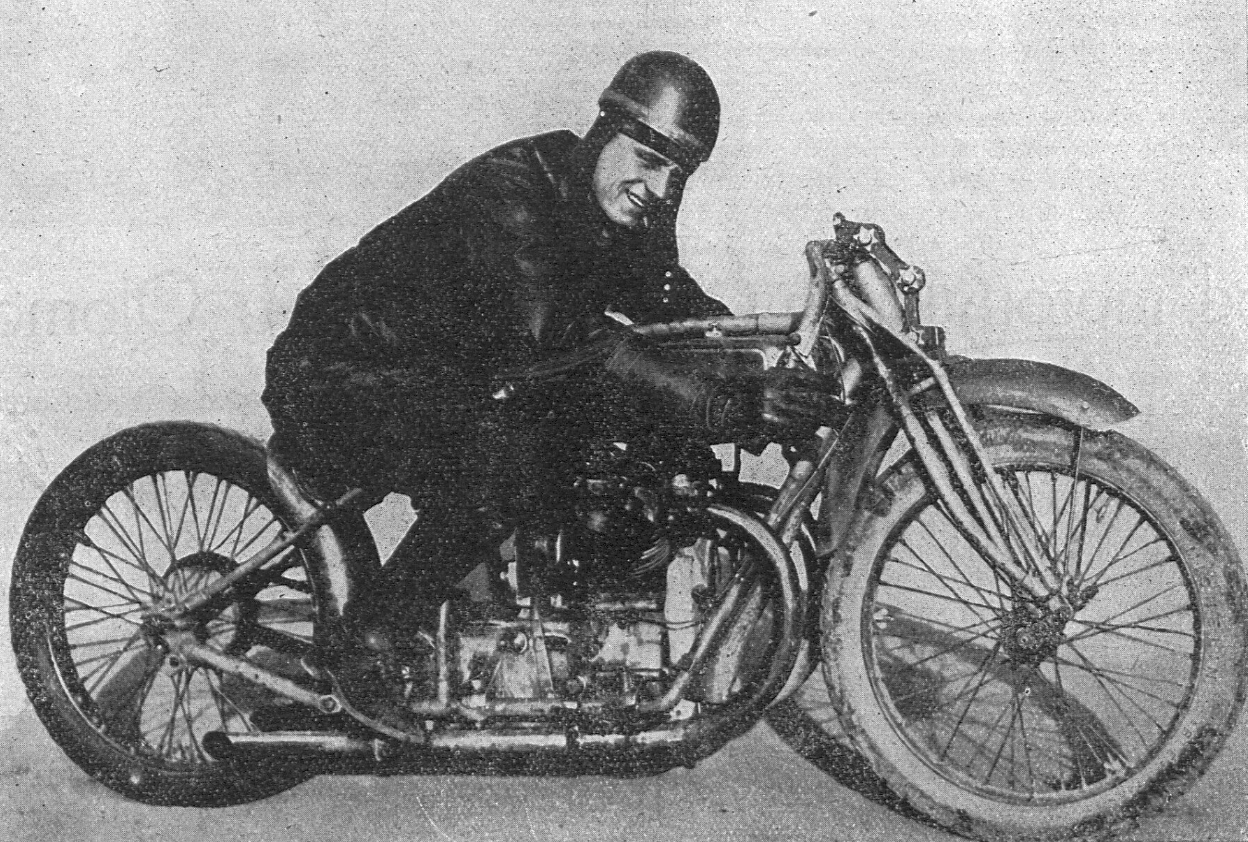
Bohumil Turek zvítězil na Schöbru 3x. Na stroji Walter M 922 (foto) v roce 1924 a na stroji H-D v letech 1926-7

### 4. ročník 1924
IV. ročník byl termínově přeložen z nejisté sezóny co se počasí týče do prázdninového července. Počasí se v neděli 6. července skutečně vydařilo a promítlo se to do nově ustavených rekordů tratě. Počasí stejnou měrou podpořilo i velkou návštěvu diváků.
Bohumil Turek na stroji Walter M 922 zvítězil ve třídě motocyklů do 750 cm³ v čase 2:39,9 min, zvítězil i v absolutním pořadí závodu motocyklů a překonal rekord Kučky z roku 1923. Starý rekord třídy do 750 cm³ z roku 1923 překonal o 44,6 vt., když za sebou nechal stroje např. Harley-Davidson, Saroléa, Indian, Triumph, Wanderer a český Orion ing. Zdeňka Michla ze Slaného.
Jindřich Knapp na voze Walter 0 (1945 cm³) zvítězil ve třídě závodních vozů do 2000 cm³ v čase 2:25,8 min a zvítězil i v absolutním pořadí závodu. Současně vytvořil i nový rekord tratě. Starý rekord Breuera z roku 1922 ještě překonal Ernst Mahla (cestovní do 2 l, Bugatti, 2:33,9 min). Vítěz z roku 1923 Čeněk Junek na Bugatti T30 nedojel pro poruchu spojky. Nejlepšího času 2:08,5 min sice dosáhl Čeněk Urban na italském závodním voze O.M. 1,5 l (Officine Meccaniche SA Milano), ale byl diskvalifikován, protože jel ve voze sám, což propozice nedovolovaly.

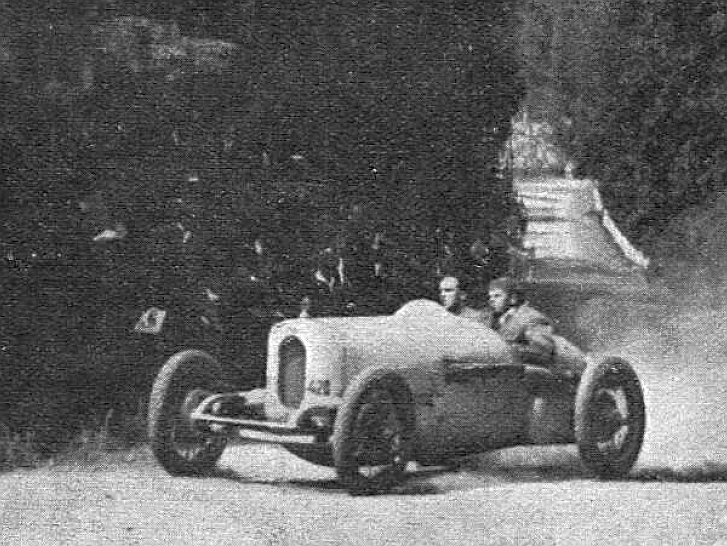
Jindřich Knapp na Walter 0 vítězí na Schöberbergrennen (1924)

### 5. ročník 1925
Při 5. ročníku konaném 5. července v kategorii motocyklů zvítězil Václav Liška na Indianu v čase 2:27,5 min. Po roční přestávce se celkovým vítězem automobilů stal Čeněk Junek na Bugatti T35 v čase 2:14,7 min v novém rekordu tratě. Startoval v třídě závodních vozů do 2,0 l. Na pomyslné stupně vítězů jej doprovodila manželka Eliška, která skončila v závodě třetí a vyhrála třídu cestovních automobilů do 2 l na Bugatti T30 v čase 2:35,3 min. Jindřich Knapp na Walteru 0 (s novým motorem 2368 cm³), vítěz třídy závodních automobilů do 3000 cm3, se vklínil mezi ně, když dosáhl času 2:16,1 min. a v absolutním pořadí skončil druhý za Čeňkem.

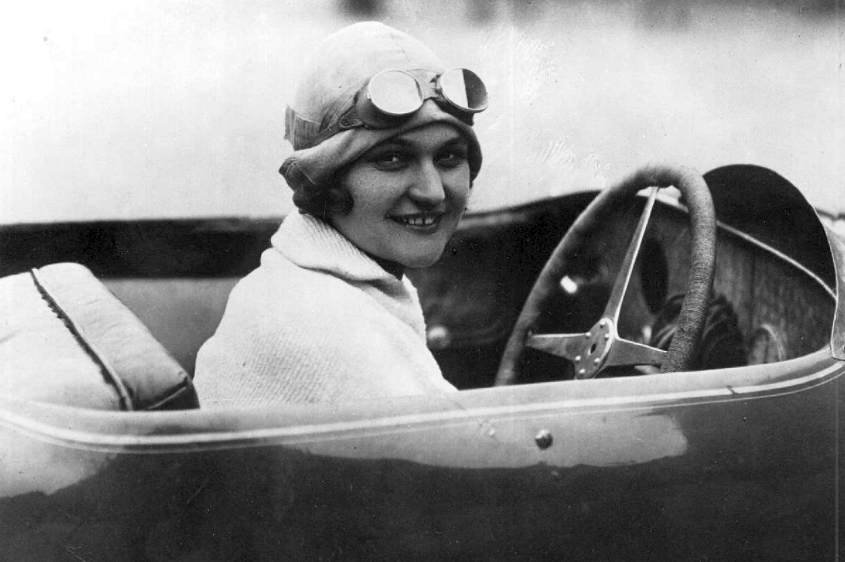
Eliška Junková (1926)

### 6. ročník 1926
Na závodech do vrchu Schörber 13. června zvítězil Bohumil Turek v třídě přes 750 cm³ na stroji Harley-Davidson Daytona a dosáhl v motocyklech nejlepšího času dne 2:11,3 min. V automobilech se více méně zopakovaly výsledky z roku 1925. Absolutním vítězem se stal - v novém traťovém rekordu i třídy do 2,0 l - Čeněk Junek na závodním Bugatti T35 časem 2:06,0 min před manželkou Eliškou, která v čase 2:16,5 min na voze Bugatti T35 vyhrála třídu sportovních automobilů do 2,0 l a vytvořila i ona nový rekord třídy. Pod 3 minuty se ještě dostali 4 závodníci, vítěz třídy sportovních vozů do 3,0 l Rakušan Josef Wetzka na Austro-Daimleru (2:39,4 min), vítěz cestovních automobilů do 2,0 l Miloš Havel na Bugatti T30 (2:42,2 min), vítěz sportovních vozů do 1,5 l s kompresorem Němec Schimmel na Mercedesu (2:46,8 min) a vítěz třídy sportovních vozů do 8 l Němec Emil Purkert z Novosedlic na Škoda Hispano-Suiza (6597 cm³, 2:55,5 min).

### 7. ročník 1927
Oživením tohoto ročníku byla účast 3 vozů brněnské Zbrojovky. Rudolf Müttermüler a Bedřich Soffer startovali v třídě sportovních vozů do 1,1 l na Z 18 a v uvedeném pořadí v této třídě obsadili 2. a 3. místo za Františkem Kovaříkem na Amilcaru (2:52,7 min). Třetí vůz Z 18 Sport řízen Fliegrem (Karlem Stohanzlem) zvítězil v závodních vozech do 1,5 l.
Absolutním vítězem závodu se stal Čeněk Junek na závodním Bugatti T35B (2262 cm³ s kompresorem) traťovém rekordu 2:00,5 min před Eliškou Junkovou na závodním Bugatti T35 (třída do 2,5 l), která dosáhla času 2:13,8 min. Junek jel na voze, se kterým Eliška Junková dosáhla skvělého výsledku 24. dubna na Targa Florio a dosáhl průměrné rychlosti téměř 120 km/h. Pod 3 minuty v automobilech ještě zajeli: vítěz závodních vozů přes 1,5 l Hugo Urban-Emmerich z Prahy na Talbotu (2:21,3 min), vítěz závodních vozů do 8 l ing. Josef Rezek z Prahy na Mercedesu (2:45,2 min) a vítěz třídy sportovních vozů do 8 l Emil Purkert na Škoda Hispano-Suiza (2:48,4 min).
V motocyklech zvítězil časem 2:16,2 min Bohumil Turek na Harley-Davidsonu (přes 750 cm³), který tak druhým vítězstvím získal definitivně putovní cenu závodu, před Aloisem Krausem na Premieru a Václavem Liškou na Excelsioru Super. Oba jeli ve třídě do 750 cm³.

### 8. ročník 1928
Závod (VIII. otevřený závod do vrchu Schöber), konaný dne 17. června, započal v 10 hodin 10 minut a trval dvě hodiny. Přihlášeno bylo 46 vozidel, z nichž 40 startovalo a 38 dosáhlo cíle. Silnice byla nákladem pořádajícího klubu, tj. Nordböhmischer Kraftfahrerbundu v Rumburku zvlášť pro závod vyspravena. V automobilech startovalo pouze 9 vozů, což magazín Auto zmínil poznámkou: "Shrneme-li účastníky jednotlivých tříd, vidíme v motocyklech 27, sidecarech 4 a v automobilech 9 účastníků. Motocyklisti participují na závodu více než 75%, kdežto automobilů je necelá čtvrtina a ta se ještě dělí na 7 různých kategorií, takže v pěti kategoriích je právě po jednom účastníku."
Závod byl doprovázen silným deštěm, proto časy byly podstatně horší než v VII. ročníku. Nepřízeň počasí se podepsala na počtu závodníků i diváků, kterých přišlo pouhých 15 000 proti 50 000 v předcházejícím roce, a tak osmý ročník tohoto zápolení skončil obrovským prodělkem.
V závodě motocyklů zvítězil Alois Kraus na stroji Premier (třída přes 750 cm³, 2:08,4 min). V tomto ročníku měly premiéru motocykly Čechie-Böhmerland (600 cm³), na kterých startovali Ludwig Hawlik a jeho konstruktér Albin Liebisch z Krásné Lípy. V třídě do 750 cm³ obsadili v tomto pořadí 2. a 3. místo.

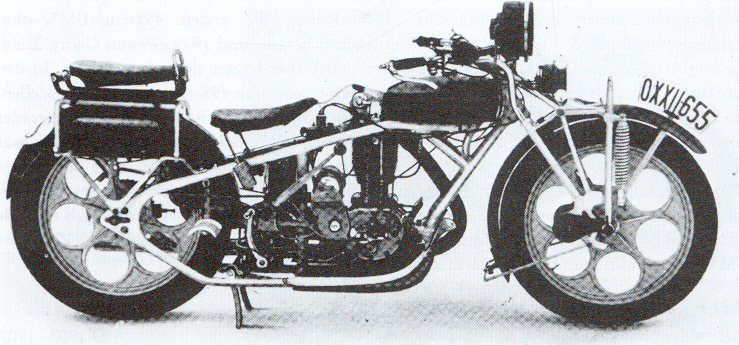
Čechie-Böhmerland 600, krátká (1927)

V závodě automobilů zvítězil Němec Georg Kubisch z Głogusze na Austro-Daimleru startující v závodních vozech do 5000 cm³. Jako jediný dosáhl času pod 3 minuty, 2:29,8 min. Z československých továren se oficiálně účastnila závodu pouze Zbrojovka Brno. Ve sportovních vozech do 1,1 l zvítězil Karl Stohanzl na Z 4V s kompresorem. V závodních vozech do 1,1 l vyhrál Josef Mamula na Z 6V (dvoudobý řadový, přeplňovaný šestiválec o zdvihovém objemu 1085 cm³ se dvěma kompresory Zoller) a získal stříbrný pohár. Nový Z 6V pro svůj ohromující řev a oblaka dýmu z přeplňovaného dvoutaktního motoru dostal přezdívku Pekelník. Vůz byl poprvé účasten 13. května na závodu Brno-Soběšice.

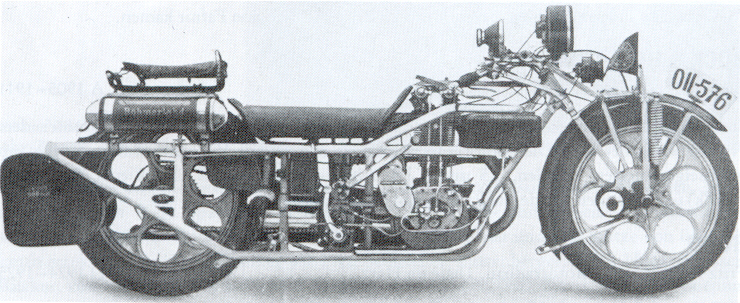
Čechie-Böhmerland 600, dlouhá (1928)

Na kongresu Kartelu Autoklubu Republiky Československé a klubů sdružených (26.-27. září) vystoupil zástupce NBK a vyslovil politování na bojkotem letošního ročníku závodu, který vyhlásil Svaz závodníků AKRČs. Jak bylo oznámeno, nestalo se tak otevřeně a veřejně. 8. ročník konaný v roce 1928 byl posledním závodem do vrchu, který se do Stožeckého sedla jel. Pro rok 1929 byl ještě naplánován 9. ročník na 16. června, ale počátkem června byl závod odřeknut. Situace se nezměnila ani v dalších letech a závod již nebyl obnoven.

### Výsledky automobilů
První závod do vrchu se uskutečnil 9. října 1921. Poslední 8. ročník 17. června 1928. Vítězové jednotlivých ročníků v kategorii automobilů:
| Ročník | Datum            | Délka trati | Vítěz            | Vůz                | Čas        | Pozn. |
| 1.     | 9. října 1921    | 4,000 km    | Wenzel Krause    | NAG-Krause         | 3:23,0 min |       |
| 2.     | 1. října 1922    | 4,000 km    | Willibald Breuer | Laurin & Klement S | 2:46,2 min |       |
| 3.     | 30. září 1923    | 4,000 km    | Čeněk Junek      | Bugatti T32 Tank   | 2:53,8 min |       |
| 4.     | 6. září 1924     | 4,000 km    | Jindřich Knapp   | Walter 0           | 2:25,8 min |       |
| 5.     | 5. července 1925 | 4,000 km    | Čeněk Junek      | Bugatti T35        | 2:14,7 min |       |
| 6.     | 14. června 1926  | 4,000 km    | Čeněk Junek      | Bugatti T35        | 2:06,0 min |       |
| 7.     | 26. června 1927  | 4,000 km    | Čeněk Junek      | Bugatti T35B       | 2:00,5 min |       |
| 8.     | 17. června 1928  | 4,000 km    | Georg Kubisch    | Austro-Daimler ADM | 2:29,8 min |       |

## Závod historických automobilů
Přestože v oblasti Lužických a Jizerských hor působí několik veteránských car klubů (VCC) a klubů historických vozidel České republiky (Krásná Lípa, Vilémov u Šluknova, Hrádek nad Nisou a Vratislavice nad Nisou), žádný z nich při pořádaných jízdách historických vozidel závod do vrchu Schöber přímo neakcentuje. Až 9. října 2021, tedy přesně sto let od prvního závodu, uspořádala hrstka nadšenců vzpomínkovou jízdu přes Šébr se zastávkami v Krásné Lípě, Rumburku a Varnsdorfu. Jízdy se zúčastnilo na 70 historických automobilů, 70 motocyklů a mopedů a jeden Velorex. Obnovený závod do vrchu Šébr Severočeským klubem motoristů se od roku 2021 koná pravidelně.